# Triple H
Paul Michael Levesque (Nashua, 27 de julho de 1969), mais conhecido pelo nome de ringue Triple H, é um ex-lutador, executivo e ator profissional americano. Ele atualmente trabalha na WWE e é o Chief Content Officer (Diretor de Conteúdo) da WWE. Ele também é criador e produtor executivo da marca NXT.
Nascido e criado em Nashua, New Hampshire, Triple H começou seu treinamento de wrestling profissional de 1990 a 1991 e sua carreira de 1992 a 1993 com a International Wrestling Federation (IWF) sob o nome Terra Ryzing. Ele se juntou à World Championship Wrestling (WCW) de 1994 a 1995 e foi reembalado como um aristocrata franco-canadense chamado Jean-Paul Lévesque, e mais tarde foi reembalado em 1995 quando assinou com a World Wrestling Federation (WWF, agora WWE), onde se tornou Hunter Hearst Helmsley, e mais tarde, Triple H.[7]
Levesque começou sua carreira no wrestling profissional na International Wrestling Federation como "Terra Ryzing", antes de ser contratado pela World Championship Wrestling (WCW) em 1993. Após ter usado por pouco tempo o nome "Ryzing", ele mudou seu personagem para Jean-Paul Lévesque, um aristocrata franco-canadense, similar ao personagem Hunter Hearst Helmsley, que usou na World Wrestling Federation (WWF) a partir de 1995. Ele, mais tarde, abreviou seu nome para Triple H e adotou uma imagem alternativa no grupo D-Generation X (DX). Após o fim da DX, Triple H ganhou diversos títulos individuais. Como parte da história, Triple H se casou com Stephanie McMahon, que mais tarde se tornou sua esposa na vida real. Em 2003, Triple H formou um novo grupo conhecido como Evolution, e reformou a DX com Shawn Michaels em 2006 e 2009.
No total, Levesque ganhou 24 títulos na WWE, incluindo 14 títulos mundiais, tendo ganho o Campeonato da WWF/E nove vezes e o Campeonato Mundial dos Pesos-Pesados cinco vezes. Ele possui o recorde de maior número de reinados de títulos sancionados na WWE. Em adição, Helmsley ganhou o King of the Ring de 1997, o Royal Rumble de 2002 e de 2016 e foi o segundo vencedor do Grand Slam Championship. Fora do wrestling, Lévesque fez diversas aparições especiais em filmes e na televisão.

## Carreira na luta livre profissional

### Início de carreira e treinamento (1990-1993)
No início de 1990, Levesque começou a treinar como lutador profissional na escola de Killer Kowalski em Malden. Seus colegas de classe incluíam os futuros lutadores da WWF Chyna e Perry Saturn. Levesque fez sua estréia profissional em 24 de março de 1992, na promoção de Kowalski, a International Wrestling Federation (IWF), sob o nome de Terra Ryzing. Na luta, ele derrotou Tony Roy. Em julho de 1992, ele derrotou Mad Dog Richard para ganhar o IWF Heavyweight Championship. Levesque lutou por várias promoções no circuito independente da Costa Leste até 1993 e durante este período ele foi gerenciado por John Rodeo.

### World Championship Wrestling (1994–1995)
No início de 1994, Levesque assinou um contrato de um ano com a World Championship Wrestling (WCW). Em sua primeira luta televisionada, Levesque estreou como um vilão chamado Terror Risin', derrotando Keith Cole. Seu nome logo foi modificado para Terra Ryzing, que ele usou até meados de 1994, quando foi renomeado para Jean-Paul Lévesque. Esse truque se referia às origens francesas de seu sobrenome e ele foi solicitado a falar com sotaque francês, pois não sabia falar francês. Durante esse tempo, ele começou a usar sua manobra de finalização, o Pedigree. Lévesque teve uma breve rivalidade com Alex Wright que terminou no Starrcade com Wright fazendo a contagem. Entre o final de 1994 e o início de 1995, Lévesque se uniu brevemente a Lord Steven Regal, cuja personalidade britânica de classe alta era semelhante ao personagem de Lévesque. A equipe durou pouco. Lévesque já havia se encontrado com Vince McMahon para discutir sua ida para a World Wrestling Federation, o que não resultou em seu trabalho para a empresa. Depois que McMahon assistiu à partida de Lévesque no Starrcade, uma oferta de emprego foi feita e Levesque partiu para a WWF em janeiro de 1995.

### World Wrestling Federation/Entertainment/WWE

#### Campeão Intercontinental (1995-1997)
Em uma versão modificada de seu personagem na WCW, Levesque começou sua carreira na WWF como um "Connecticut Blueblood". Segundo Levesque, J.J. Dillon originalmente deu a ele o nome de Reginald DuPont Helmsley, mas Levesque pediu um nome para brincar com as primeiras letras e a administração finalmente concordou com sua sugestão de Hunter Hearst Helmsley. Ele apareceu em vinhetas gravadas, nas quais ele falou sobre como usar a etiqueta adequada, até sua estréia no wrestling em 30 de abril de 1995 no episódio do Wrestling Challenge derrotando Buck Zumhofe. Apesar de tecnicamente ainda não competir com a WCW, Helmsley foi autorizado a competir na luta de abertura contra Ray Apollo no último show da WWF realizado no Boston Garden para que ele tivesse a chance de se apresentar na frente de seu pai. Helmsley fez sua estréia no pay-per-view da WWF no SummerSlam, onde derrotou Bob Holly. No outono de 1995, Helmsley começou uma rivalidade com o criador de porcos Henry O. Godwinn, culminando em uma infame partida de Hog Pen no In Your House 5: Seasons Beatings, onde Helmsley foi vitorioso.

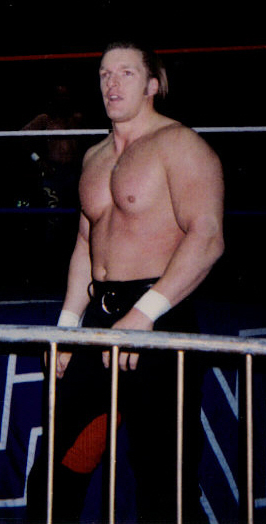
Hunter Hearst Helmsley em 1996

Embora Helmsley tenha sido altamente promovido nos primeiros meses após sua estréia, sua carreira estagnou em 1996, começando com uma rivalidade com Duke "The Dumpster" Droese após uma derrota durante o Free for All no Royal Rumble de 1996. Devido à estipulação dessa derrota, Helmsley foi forçado a entrar na luta Royal Rumble na posição #1. Ele começou contra o ex-rival Henry Godwinn, durando mais de 48 minutos antes de ser eliminado por Diesel. Até aquele evento, incluía aparecer na televisão a cada semana com uma manager feminina diferente (que incluía Playboy Playmates Shae Marks e Tylyn John). Sable foi sua manager na WrestleMania XII e após sua derrota para The Ultimate Warrior, como parte do enredo, ele descontava suas agressões nela. O estreante Marc Mero – seu marido na vida real – veio em seu socorro, iniciando uma rivalidade entre os dois lutadores.
Em 1 de junho de 1996, Helmsley apareceu em um episódio do Superstars em uma partida contra Marty Garner. Quando ele tentou executar o Pedigree, Garner confundiu a manobra com um double underhook suplex e tentou pular com o movimento, fazendo com que ele caísse bem no topo de sua cabeça e sofresse danos no pescoço. Garner processou a WWF, eventualmente resolvendo fora do tribunal e depois discutiu o incidente em uma aparição no The Montel Williams Show.
Levesque era conhecido nos bastidores como um dos membros do The Kliq, um grupo de lutadores incluindo Shawn Michaels, Kevin Nash, Sean Waltman e Scott Hall, que eram conhecidos por influenciar Vince McMahon e a equipe criativa da WWF. Foi alegado que ele estava programado para vencer o torneio King of the Ring de 1996, mas a vitória foi concedida a Stone Cold Steve Austin após o incidente no Madison Square Garden, em que o Kliq quebrou o personagem após uma partida para se despedir da partida de Nash e Hall. Apesar da punição, Helmsley teve sucesso após o Incidente MSG. Mr. Perfect tornou-se seu empresário e ganhou o Campeonato Intercontinental pela primeira vez em 21 de outubro de 1996, derrotando Marc Mero. Quando Mr. Perfect deixou a WWF, sua saída foi explicada como resultado de Helmsley ter dado as costas ao seu empresário assim que ganhou o Campeonato Intercontinental. Helmsley manteve o título por quase quatro meses antes de perder para Rocky Maivia em 13 de fevereiro de 1997 no episódio especial do Monday Night Raw, chamado Thursday Raw Thursday. Por um tempo muito breve, Helmsley foi acompanhado pelo Mr. Hughes, que era seu guarda-costas de enredo que lembrava Ted DiBiase e Virgil. Depois de perder o título Intercontinental, ele rivalizou com Goldust, derrotando-o na WrestleMania 13. Durante sua rivalidade, Chyna estreou como sua nova guarda-costas.

#### D-Generation X (1997–1999)

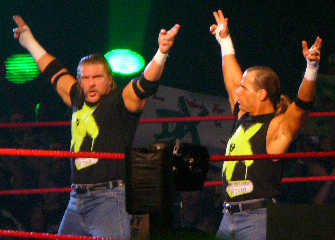
D-Generation X.

Ele ganhou o torneio 1997 King of the Ring de 1997 ao derrotar, na final, Mankind. Mais tarde naquele ano, Shawn Michaels, Helmsley, Chyna e Rick Rude formaram a D-Generation X (DX). O grupo passou a realizar momentos polêmicos, com o uso do bordão "Suck It!" ("Chupe!"), e zombar de Bret Hart e do Canadá. Helmsley abandonou completamente seu personagem anterior, usando camisetas e couro. Durante esse período, ele passou a ser referido como Triple H. Mesmo após uma rivalidade entre a DX e a Hart Foundation, Helmsley continuou a enfrentar Owen Hart pelo Campeonato Europeu da WWF.

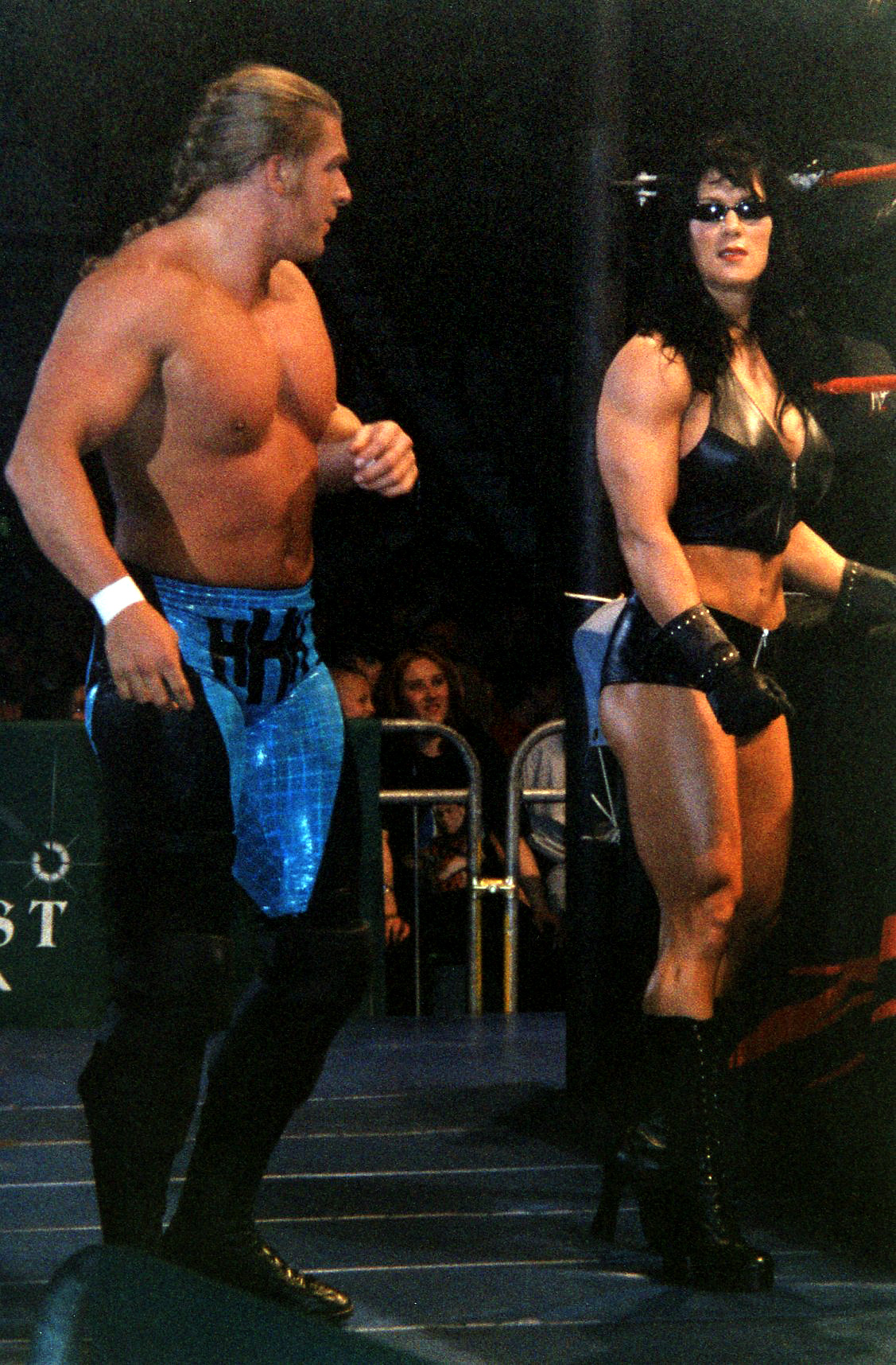
Triple H e Chyna.

 Os dois se enfrentaram no WrestleMania XIV, com a estipulação de Chyna deveria estar algemada ao então Comissário Sgt. Slaughter, para evitar interferências. Helmsley ganhou após Chyna, mesmo algemada, interferir.
Após o WrestleMania, Michaels foi forçado a se aposentar temporariamente, tendo se lesionado no Royal Rumble, com Triple H se tornando o líder da DX, introduzindo ao grupo X-Pac e se unindo aos New Age Outlaws. Em 1998, o grupo se tornou bondoso. Nessa época, Triple H começou uma rivalidade com o líder da Nation of Domination The Rock. Ele derrotou The Rock em uma ladder match para ganhar o Campeonato Intercontinental no SummerSlam. Ele não manteve o título por muito tempo, tendo lesionado o joelho. Quando The Rock ganhou o Campeonato da WWF no Survivor Series, a rivalidade entre os dois continuou, com a DX enfrentando o grupo The Corporation. Triple H recebeu uma luta pelo Campeonato da WWF no Raw de 25 de janeiro de 1999, em uma "I Quit" match, mas a luta acabou quando Triple H abandonou o combate para salvar Chyna de Kane. Chyna, então, traiu Triple H e se uniu à Corporation.
No WrestleMania XV, Triple H derrotou Kane com ajuda de Chyna, que aparentemente havia retornado à DX. Mais tarde naquela noite, ele traiu X-Pac, ajudando Shane McMahon a manter o Campeonato Europeu, se tornando um vilão. Após inúmeras tentativas pelo Campeonato da WWF, Triple H e Mankind desafiaram o Campeão da WWF Stone Cold Steve Austin para uma luta no SummerSlam, com Jesse "The Body" Ventura como árbitro. Mankind acabou vencendo a luta. No Raw da noite seguinte, Triple H derrotou Mankind para ganhar seu primeiro Campeonato da WWF.
Triple H perdeu o Campeonato da WWF para Vince McMahon no SmackDown! de 16 de setembro de 1999, o reconquistando no Unforgiven, em uma luta que também envolvia Davey Boy Smith, Big Show, Kane, The Rock e Mankind. Ele manteve o título contra Stone Cold Steve Austin no No Mercy, mas o perdeu para Big Show no Survivor Series. Triple H continuou sua rivalidade com Vince McMahon ao se casar com sua filha, Stephanie McMahon. Ele, depois, derrotou Vince no Armageddon. Como resultado, Triple H e Stephanie dirigiriam a WWE pelos próximos dezessete meses, sob o nome "McMahon-Helmsley Faction".

#### Era McMahon–Helmsley (2000–2001)
Em janeiro de 2000, Triple H passou a referir-se a si mesmo como "The Game," implicando estar no topo do mundo do wrestling profissional e sendo apelidado de "The Cerebral Assassin" ("O Assassino Cerebral") por Jim Ross. No Raw is War de 3 de janeiro, Triple H derrotou Big Show para ganhar o terceiro Campeonato da WWF.
Triple H manteve uma rivalidade com Mick Foley no início de 2000, defendendo o Campeonato da WWF contra ele no Royal Rumble, em uma Street Fight. No No Way Out, Triple H derrotou Foley em uma luta Hell in a Cell, com Foley sendo obrigado a se aposentar. Triple H derrotou The Rock no WrestleMania 2000, mas perdeu o título para Rock no Backlash. Ele o reconquistou três semanas depois, em uma luta Iron Man no Judgment Day, perdendo o título novamente para Rock no King of the Ring. Triple H começou uma rivalidade com Chris Jericho, o enfrentando em uma luta Last Man Standing no Fully Loaded.
Triple H teria pago Rikishi para atropelar Stone Cold Steve Austin no Survivor Series, o afastando por um ano. Triple H e Austin se enfrentaram no Survivor Series do ano seguinte, quando Triple H tentou novamente atropelar Austin, sem sucesso. Em 2011, eles participaram de uma luta Three Stages of Hell, com Helmsley derrotando Austin. Em 2001, Triple H também manteve uma rivalidade com The Undertaker, que o derrotou no WrestleMania X-Seven. Na noite após o WrestleMania, Triple H interferiu em uma luta Steel Cage entre Austin (que havia ganho o Campeonato da WWF) e The Rock, se unindo a Austin e atacando The Rock, formando uma dupla chamada The Two-Man Power Trip. Triple H derrotou Chris Jericho pelo terceiro Campeonato Intercontinental no SmackDown! de 5 de abril, o ganhando pela quarta vez ao derrotar Jeff Hardy. Triple H se tornou campeão de duplas no Backlash quando ele e Austin derrotaram Kane e The Undertaker.
No Raw de 21 de maio de 2001, ele sofreu uma lesão séria. Ele e Austin defendiam o Campeonato de Duplas contra Chris Jericho e Chris Benoit. Em um momento, Triple rasgou o músculo quadríceps femural, o arrancando do osso. Mesmo assim, ele conseguiu terminar a luta. Ele foi operado e teve de parar de lutas por oito meses, não participando da história da The Invasion.

#### Campeão Mundial dos Pesos Pesados e Evolution (2002–2005)

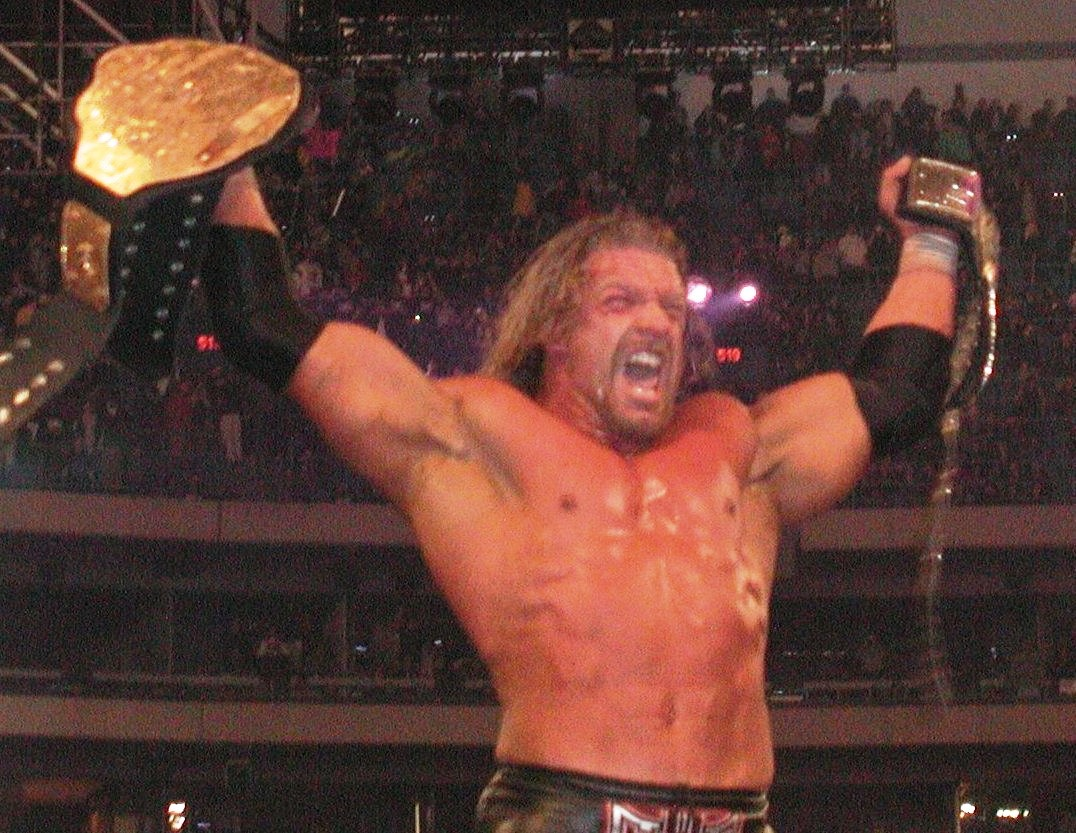
Triple H como Campeão Incontestável no WrestleMania X8.

Triple H retornou ao Raw  em 7 de janeiro de 2002, no Madison Square Garden. Ele venceu o Royal Rumble e recebeu uma luta pelo Campeonato Incontestável da WWF no WrestleMania X8. No WrestleMania X8, Triple H derrotou Chris Jericho, ganhando o título. No mês seguinte, Helmsley perdeu o título para Hulk Hogan no Backlash. Triple H se tornaria um lutador do SmackDown! após a WWF Draft Lottery, continuando sua rivalidade com Jericho, o enfrentando em uma luta Hell in a Cell no Judgment Day. Em 6 de junho, Triple H derrotou Hogan, se tornando desafiante pelo título, sendo derrotado por The Undertaker no King of the Ring.
Entre o Royal Rumble e o WrestleMania, a McMahon-Helmsley Faction acabou. Com problemas no casamento, Stephanie fingiu uma gravidez. Quando descobriu a verdade, ele a abandonou publicamente no Raw, quando eles deveriam renovar seus votos. Stephanie se aliou a Jericho. O divórcio aconteceu no Vengeance.
Enquanto isso, Shawn Michaels retornara a WWE e se unira a New World Order (NWO). Michaels e Kevin Nash planejaram transferir Triple H para o Raw para adicioná-lo ao grupo. Vince McMahon, no entanto, deixou a NWO e contratou Eric Bischoff como Gerente Geral do Raw. Bischoff transferiu Triple H para o Raw, mas em 22 de julho, Triple H traiu Michaels, o atacando e se tornando novamente um vilão. Eles se enfrentaram em uma Street Fight no SummerSlam, com Michaels vencendo. Após o combate, Triple H atacou Michaels com uma marreta.
Em setembro de 2002, WWE reconheceu um campeão para cada divisão, com Brock Lesnar sendo exclusivo do SmackDown!. Bischoff, então, criou o Campeonato Mundial dos Pesos-Pesados e deu a Triple H. Triple H defendeu o título contra Rob Van Dam no Unforgiven, após Ric Flair acertar Van Dam com uma marreta.
No mês seguinte, Triple H começou uma rivalidade com Kane, com os dois se enfrentando no No Mercy, em uma luta na qual o Campeonato Intercontinental de Kane e o Campeonato Mundial dos Pesos-Pesados de Triple H estavam sendo disputados. Nas semanas anteriores ao No Mercy, Triple H afirmou que Kane era apaixonado por uma mulher chamada Katie Vick. Ele também afirmou que Vick havia morrido em um acidente de carro e que Kane, o motorista, havia estuprado o cadáver. Um vídeo, então, foi mostrado, com Triple H fantasiado de Kane simulando o estupro de um manequim em um caixão; o parceiro de Kane, The Hurricane, respondeu exibindo um vídeo de alguém fantasiado de Triple H realizando um enema. A história é muito impopular com os fãs, e perdeu ênfase antes da luta. Triple H derrotaria Kane no No Mercy, unificando os dois títulos.
Triple H eventualmente perdeu o Campeonato Mundial dos Pesos-Pesados para Shawn Michaels na primeira Elimination Chamber no Survivor Series. Ele derrotou Rob Van Dam em um combate com Michaels como árbitro, para ganhar uma luta pelo título no Armageddon. Ele derrotaria Michaels, reconquistando o título.

#### Reunião da D-Generation X (2006–2007)

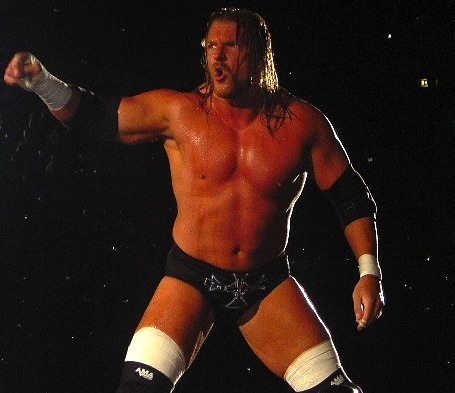
Triple H em abril de 2005

Em janeiro de 2003, Triple H formou um grupo chamado Evolution com Ric Flair, Randy Orton e Batista. Triple H e Ric Flair desafiaram Van Dam e Kane pelos títulos de duplas, mas foram derrotados. No Armageddon, cada membro do grupo ganhou um título. Triple H manteve o Campeonato Mundial dos Pesos-Pesados pela maior parte de 2003, até o Unforgiven, o perdendo para Bill Goldberg. Após uma revanche no Survivor Series, ele derrotou Goldberg e Kane no Armageddon para reconquistar o título. No Royal Rumble, Triple H e Shawn Michaels se enfrentaram em uma luta Last Man Standing que acabou em empate, com Triple H mantendo o título. Triple H perdeu o título para Chris Benoit no WrestleMania XX, não conseguindo reconquistar o título no Backlash.
Ele terminou sua rivalidade com Michaels, o derrotando em uma Hell in a Cell no Bad Blood. Após outra derrota, para Benoit no Vengeance, ele começou uma disputa com Eugene, o derrotando no SummerSlam. Triple H reconquistou o título ao derrotar Randy Orton no Unforgiven. Após ser defendido contra Benoit e Edge no Raw de 29 de novembro, o Campeonato Mundial dos Pesos-Pesados ficou vago pela primeira vez. No New Year's Revolution, Triple H ganhou uma Elimination Chamber para começar seu décimo reinado. No WrestleMania 21, Triple H perdeu o título para Batista, perdendo também, depois, duas revanches, no Backlash e no Vengeance. Após o Vengeance, Triple H entrou em um hiato por uma lesão no pescoço.
Triple H retornou quatro meses depois, no Raw de 3 de outubro de 2005, no WWE Homecoming. Ele se aliou a Flair para derrotar Chris Masters e Carlito. Após a luta, Triple H traiu Flair, o atacando com uma marreta. Flair derrotou Triple H em uma luta Steel Cage no Taboo Tuesday. Subsequentemente, Triple H derrotou Flair em uma luta Last Man Standing no Survivor Series para acabar a rivalidade.

#### Reunião da D-Generation X (2006—2007)

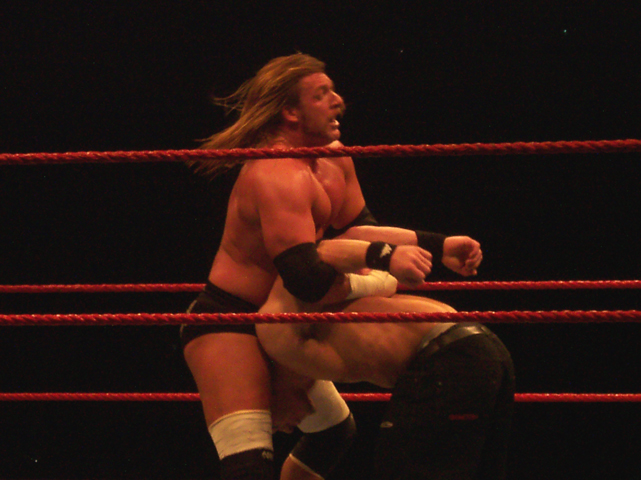
Triple H aplicando um Pedigree em John Cena.

Mesmo sem vencer a luta Royal Rumble no Royal Rumble de 2006, Triple H ganhou o torneio Road to WrestleMania e uma luta pelo Campeonato da WWE no WrestleMania 22, onde foi derrotado por John Cena por submissão. No Backlash, Triple H enfrentou Edge e Cena, sendo novamente derrotado. Frustrado, Triple H atacou os dois com uma marreta, antes de realizar o movimento característico da DX. Triple H tentou, sem sucesso, conquistar o Campeonato da WWE em outras ocasiões, culpando as interferências de Vince McMahon e começando com ele uma rivalidade.

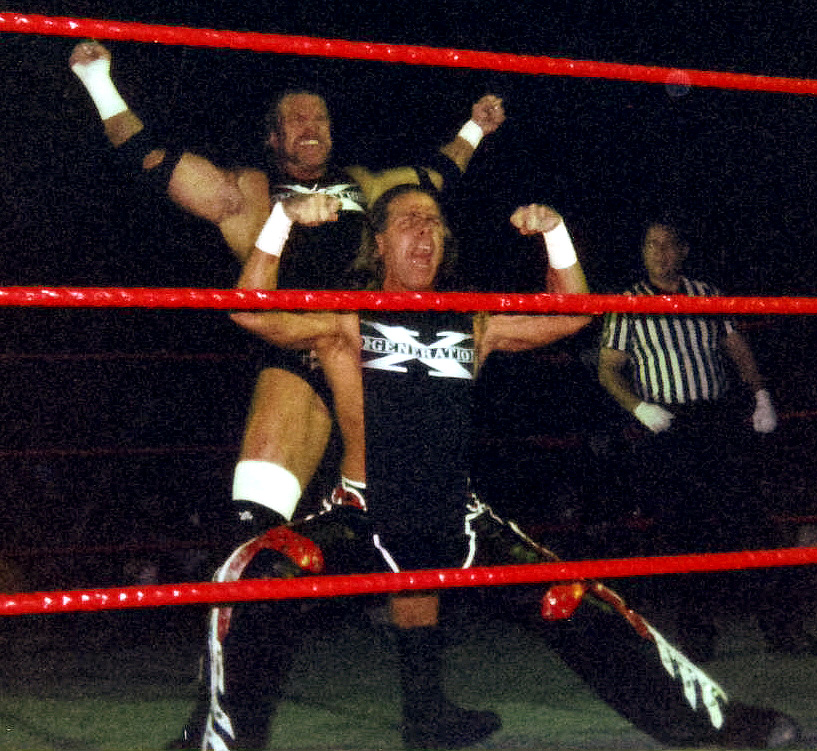
Pose característica da DX

Shawn Michaels retornou no Raw de 12 de junho, reunindo-se a Triple H e reformando a D-Generation X, com ambos se tornando mocinhos. DX derrotou o Spirit Squad no Vengeance em uma luta 5-contra-2. Eles continuaram a rivalidade com Vince McMahon, Shane McMahon e com o Spirit Squad por várias semanas. Eles derrotaram os McMahons no SummerSlam, superando ataques de diversos lutadores contratados por Vince McMahon. No Unforgiven, D-Generation X derrotou os McMahons e o Campeão da ECW Big Show em uma luta Hell in a Cell.
No Cyber Sunday, durante a rivalidade entre DX e Rated-RKO, o árbitro especial Eric Bischoff permitiu que Edge e Randy Orton usassem objetos para derrotar DX. No Survivor Series, o time da DX derrotou o time de Edge e Orton. Em janeiro de 2007, no New Year's Revolution, uma luta entre DX e Rated-RKO acabou sem vencedor após Triple H lesionar a perna.

#### Vários reinados como Campeão da WWE (2007–2009)

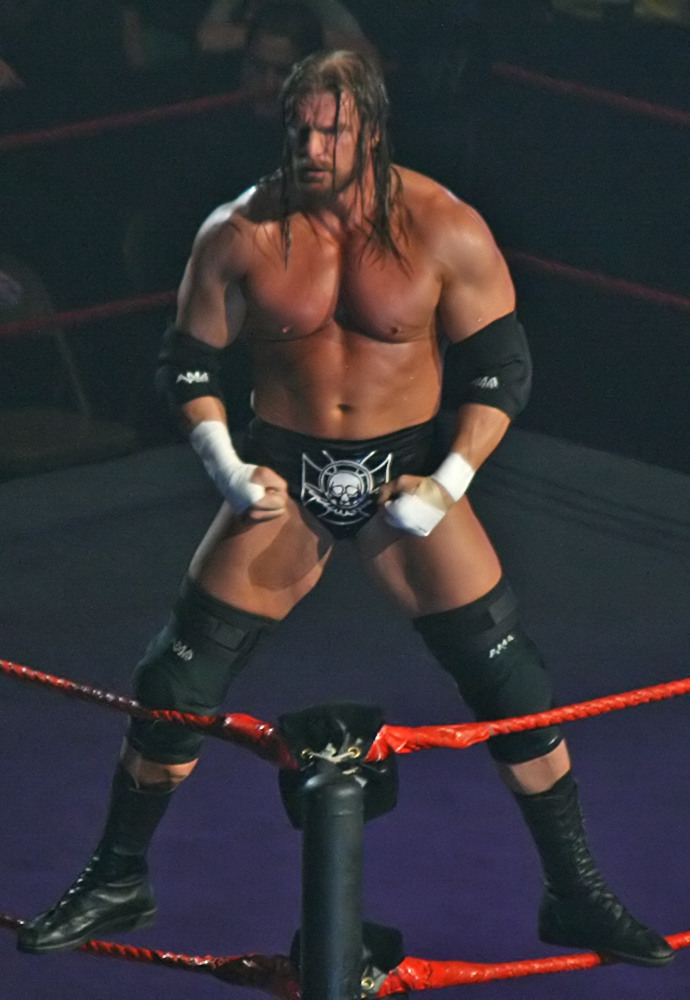
Triple H realizando sua pose característica após seu retorno em 2007.

Triple H retornou no SummerSlam, derrotando King Booker. Ele ganhou o Campeonato da WWE no No Mercy após derrotar Randy Orton, se tornando 11 vezes campeão mundial. No mesmo evento, Triple H derrotou Umaga após Vince McMahon fazer a luta já marcada, pelo título. McMahon anunciaria, no mesmo evento, que Orton teria uma revanche, em uma luta Last Man Standing, que Orton venceu, reconquistando o título. Após ganhar uma Elimination Chamber no No Way Out, Triple H ganhou o direito por mais uma luta pelo título. No WrestleMania XXIV, Randy Orton derrotou Triple H e John Cena. Um mês depois, no Backlash, Triple H derrotou Orton, Cena e John "Bradshaw" Layfield para ganhar o Campeonato da WWE. Triple H derrotou Orton no Judgment Day em uma luta Steel Cage, e no One Night Stand, em uma luta Last Man Standing.
No Raw de 23 de junho de 2008, Triple H foi transferido para o SmackDown como parte do Draft de 2008. Ele defendeu o título durante o verão, sendo o único a reter nas lutas Championship Scrambles no Unforgiven.
No Survivor Series, Triple H deveria defender o título contra Vladimir Kozlov e Jeff Hardy. No entanto, Hardy teria sido atacado em seu hotel, sendo substituído na luta por Edge a mando da Gerente Geral Vickie Guerrero. Hardy interferiu na luta e tentou atacar Edge com uma cadeira. No entanto, acertou Triple H, fazendo com que Edge o derrotasse e ganhasse o título. Em fevereiro, no No Way Out, Triple H ganhou o Campeonato da WWE em uma Elimination Chamber, quebrando o recorde com oito reinados. Em 2011, Cena bateu o recorde ao ganhar nove vezes o Campeonato da WWE.

#### Terceira reunião com DX (2009–2010)

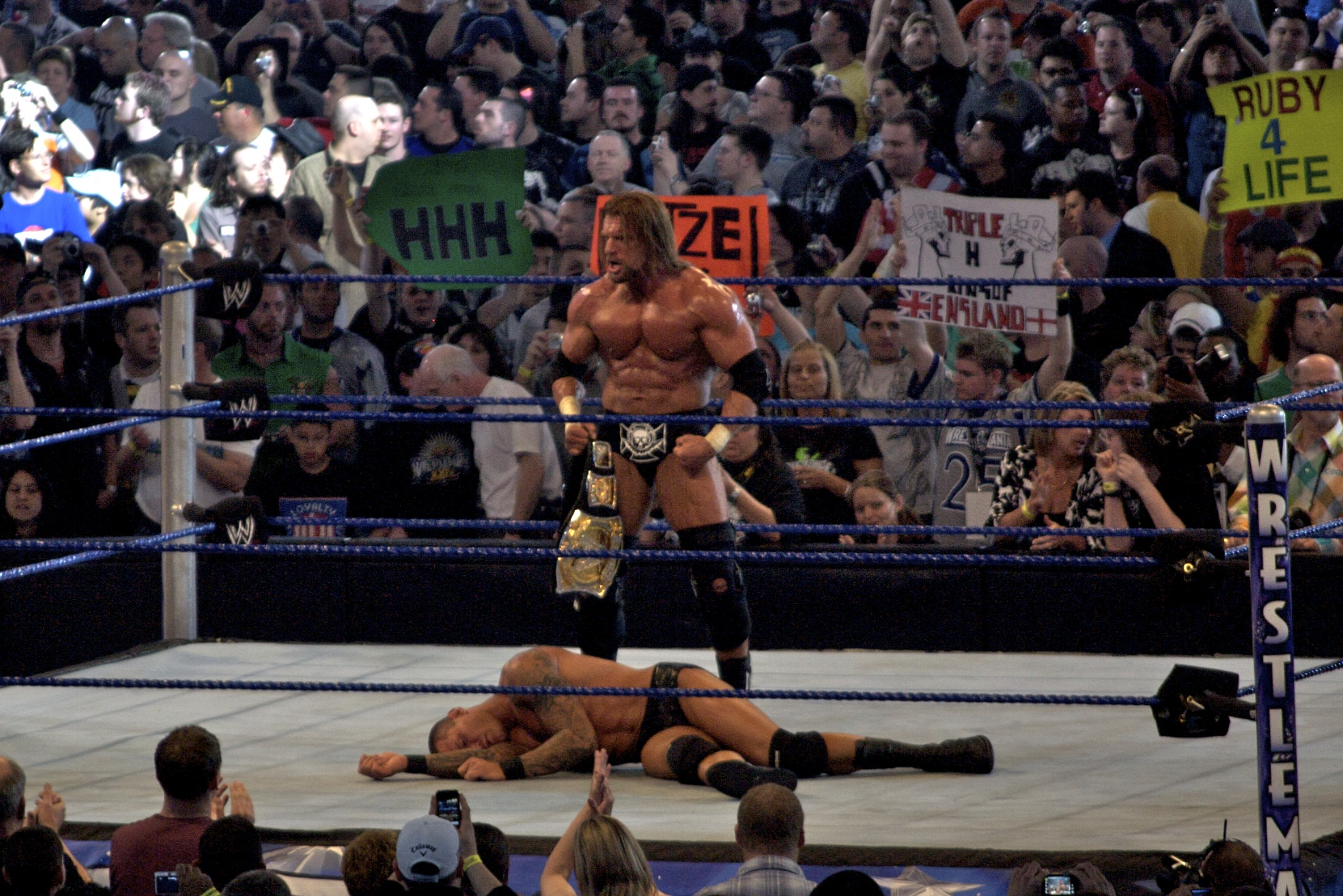
Triple H após derrotar Randy Orton no WrestleMania XXV.

No Raw de 16 de fevereiro de 2009, Triple H auxiliou Stephanie e Shane McMahon, após eles terem sido atacados por Randy Orton. No SmackDown de 20 de fevereiro, Triple H foi entrevistado por Jim Ross, admitindo ser genro de Vince McMahon, cunhado de Shane e marido de Stephanie, criando, assim, uma rivalidade com Orton. No Raw de 23 de fevereiro, Triple H confrontou Orton, antes de atacar a ele, Ted DiBiase e Cody Rhodes (grupo conhecido como The Legacy) com uma marreta e lhes perseguindo para fora da arena. Semanas depois, foi anunciado que Triple H defenderia o Campeonato da WWE contra Orton no WrestleMania XXV. No evento, Triple H derrotou Orton. No Backlash, Triple H se aliou a Shane e Batista contra Legacy e, caso o time de Triple H perdesse, Orton se tornaria Campeão da WWE. Ele perdeu o título após ser distraído por Batista, que tentava nocautear Rhodes com uma cadeira. Ele retornaria apenas seis semanas depois. No The Bash, Triple H seria derrotado por Orton em uma luta Three Stages of Hell. No Night of Champions, Triple H seria novamente derrotado por Orton, em uma luta que também envolveu John Cena.

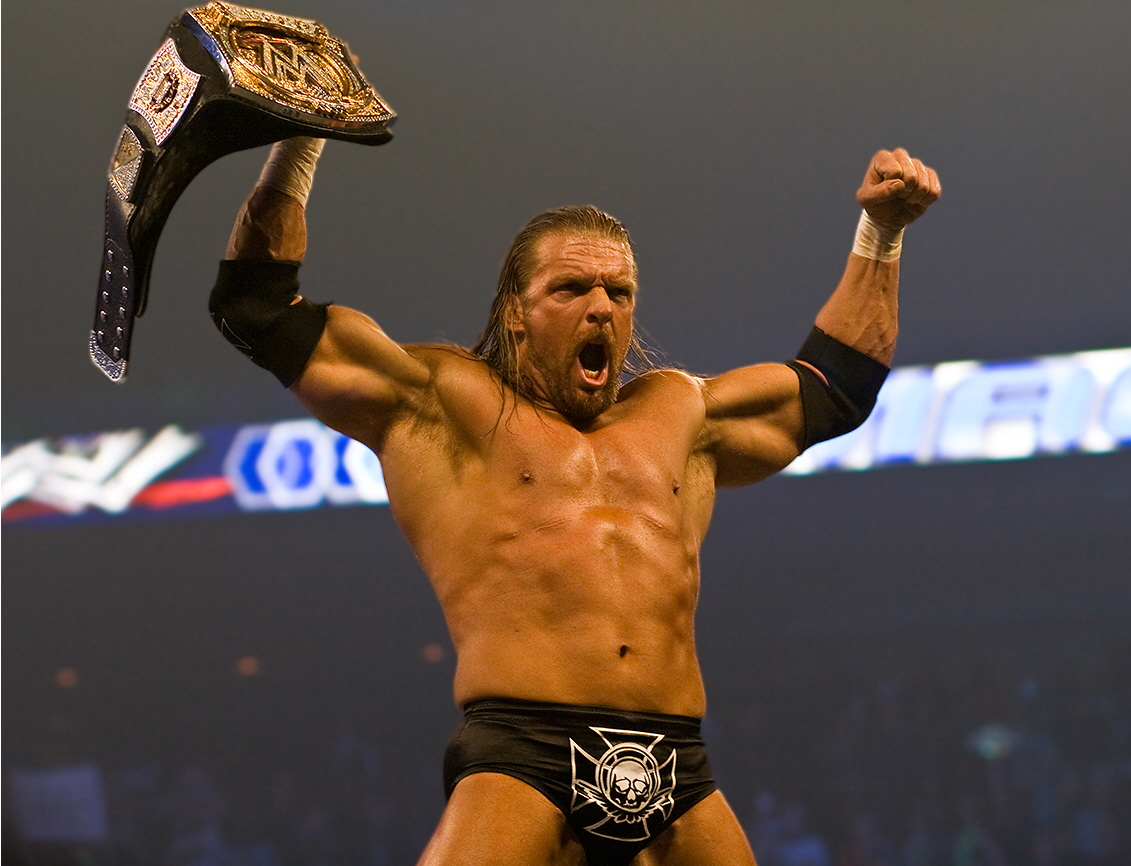
Triple H como Campeão da WWE.

No Raw de 10 de agosto de 2009, vídeos passariam a ser exibidos, com Triple H encontrando Shawn Michaels trabalhando como chefe de cozinha em uma lanchonete no Texas. Triple H conseguiu convencer Shawn a retornar de um hiato, reformando a DX e derrotando Rhodes e DiBiase no SummerSlam. No Breaking Point, no entanto, eles foram derrotados por Rhodes e DiBiase na primeira luta Submissions Count Anywhere da história.
Em outubro, no Hell in a Cell, DX derrotou Legacy em uma luta Hell in a Cell. DX desafiaria John Cena pelo Campeonato da WWE no Survivor Series, com Cena retendo. No TLC: Tables, Ladders & Chairs, DX derrotou Chris Jericho e Big Show para ganhar o Unified Campeonato de Duplas da WWE em uma luta Tables, Ladders, and Chairs.
Em 21 de dezembro, Triple H anunciou que Hornswoggle seria o novo mascote da DX. Isso ocorreu após Hornswoggle processar a DX por danos emocionais após negarem sua entrada no grupo. Em 11 de janeiro, Mike Tyson, que era apresentador especial do Raw na noite, se aliou a Jericho para enfrentar a DX. No fim da luta, Tyson traiu Jericho e se tornou membro da DX. No Raw de 8 de fevereiro e 2010, DX ganhou o Campeonato de Duplas para ShoMiz (The Miz e Big Show) em uma luta também envolvendo a Straight Edge Society (CM Punk e Luke Gallows.) No Raw de 1 de março, eles perderam uma revanche pelos títulos. Essa foi a última luta televisionada dos dois como dupla antes de Michaels se aposentar.

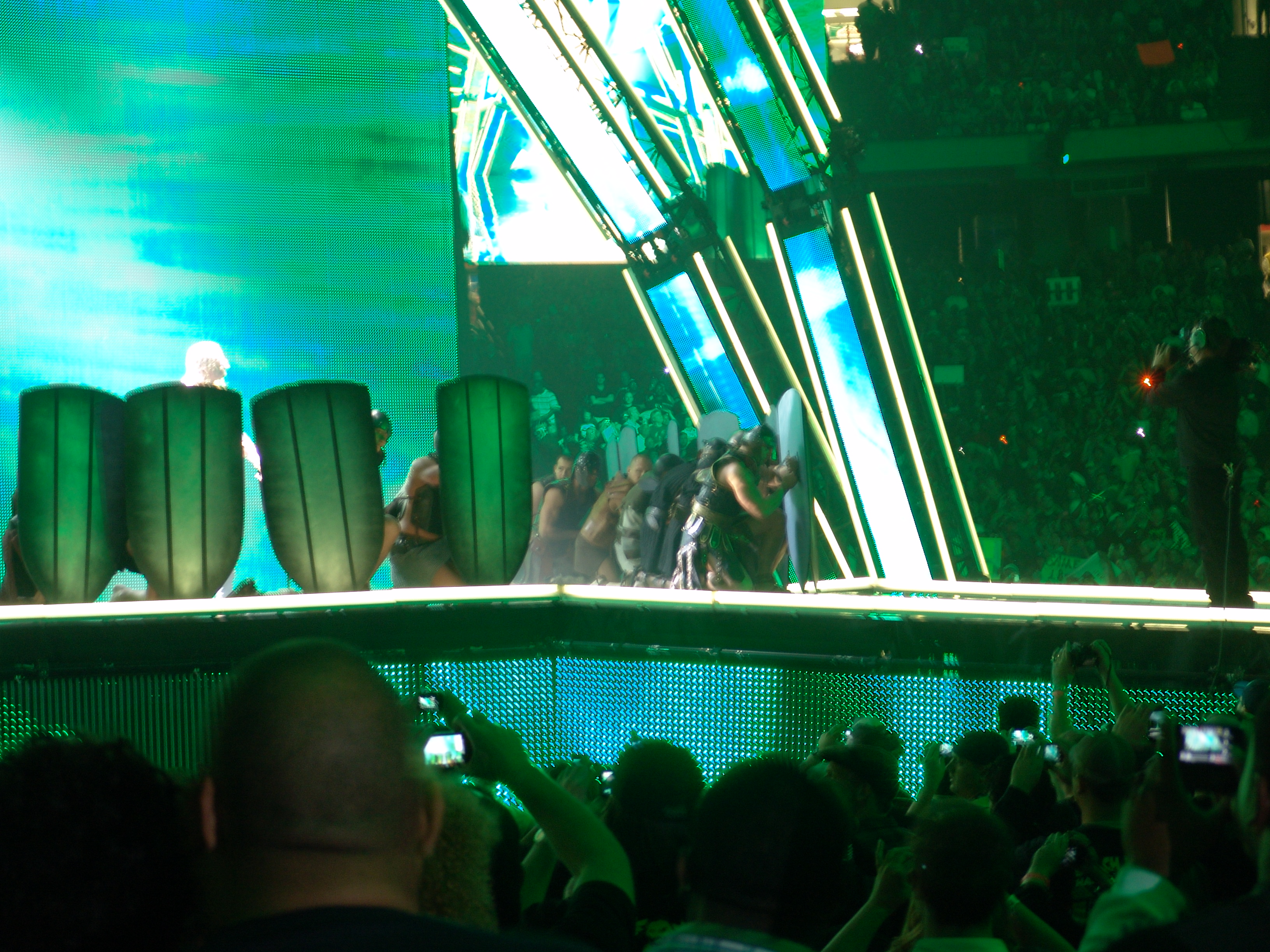
Triple H fazendo sua entrada no WrestleMania XXVII, andando entre os escudos.

Em 21 de fevereiro, Triple H eliminou o Campeão da WWE Sheamus em uma luta Elimination Chamber, mesmo não ganhando o título. Sheamus o atacou semanas depois. No WrestleMania XXVI, Triple H derrotou Sheamus. Também no WrestleMania, Shawn Michaels foi derrotado por The Undertaker, sendo forçado a se aposentar, realizando um discurso de despedida no Raw da noite seguinte. Triple H apareceu durante o segmento, sendo atacado por Sheamus. Eles se enfrentaram no Extreme Rules. No início do evento, Sheamus atacou Triple H, e o derrotou em uma luta oficial mais tarde..

#### Diretor de Operações (2011–2013)
No Raw de 21 de fevereiro de 2011, Triple H fez seu retorno, interrompendo o retorno de The Undertaker e o desafiando para uma luta no WrestleMania XXVII, que mais tarde se tornou uma luta No Holds Barred. No WrestleMania, Undertaker derrotou Triple H.

Triple H retornou no Raw de 18 de julho, interrompendo Vince McMahon quando este iria demitir John Cena, e, representando o conselho de diretores, demitiu Vince. Ele também anunciou que fora nomeado diretor de operações da WWE. Isso aconteceu enquanto CM Punk havia conquistado o Campeonato da WWE e deixado a companhia, com Cena ganhando o título mais tarde, ao vencer um torneio. Triple H recontratou Punk, e anunciou que seria o árbitro de uma luta entre CM Punk e Cena pela unificação dos títulos no SummerSlam. Ele deu a vitória a Punk, mesmo com Cena tento a perna na corda, o que invalidaria o pinfall. Após a luta, Kevin Nash atacou Punk, permitindo a Alberto Del Rio usar seu contrato de Money in the Bank e ganhar o título. Triple H demitiu Nash e marcou uma luta contra Punk no Night Of Champions, com seu cargo em jogo. Ele venceu a luta, mesmo com interferências de John Laurinaitis, Nash, The Miz e R-Truth. Após semanas de ataques desses lutadores, a maioria dos empregados da WWE resolveram entrar em greve contra Triple H.McMahon retornou no Raw para demitir Triple H da administração do Raw, mas o manteve como chefe de operações. Ele foi substituído no Raw por Laurinaitis, que marcou uma luta entre Punk e Triple H contra Miz e R-Truth no Vengeance. Durante a luta, Nash tentou atacar Triple H, o fazendo no Raw de 24 de outubro, o hospitalizando. Ele retornou em 12 de dezembro, durante o Slammy Awards. Em 18 de dezembro, Triple H derrotou Nash no Tables, Ladders, and Chairs em uma Sledgehammer Ladder Match, onde usou uma marreta contra Nash. Triple H retornou no Raw de 30 de janeiro, onde deveria avaliar a performance de Laurinaitis como gerente geral do Raw. 

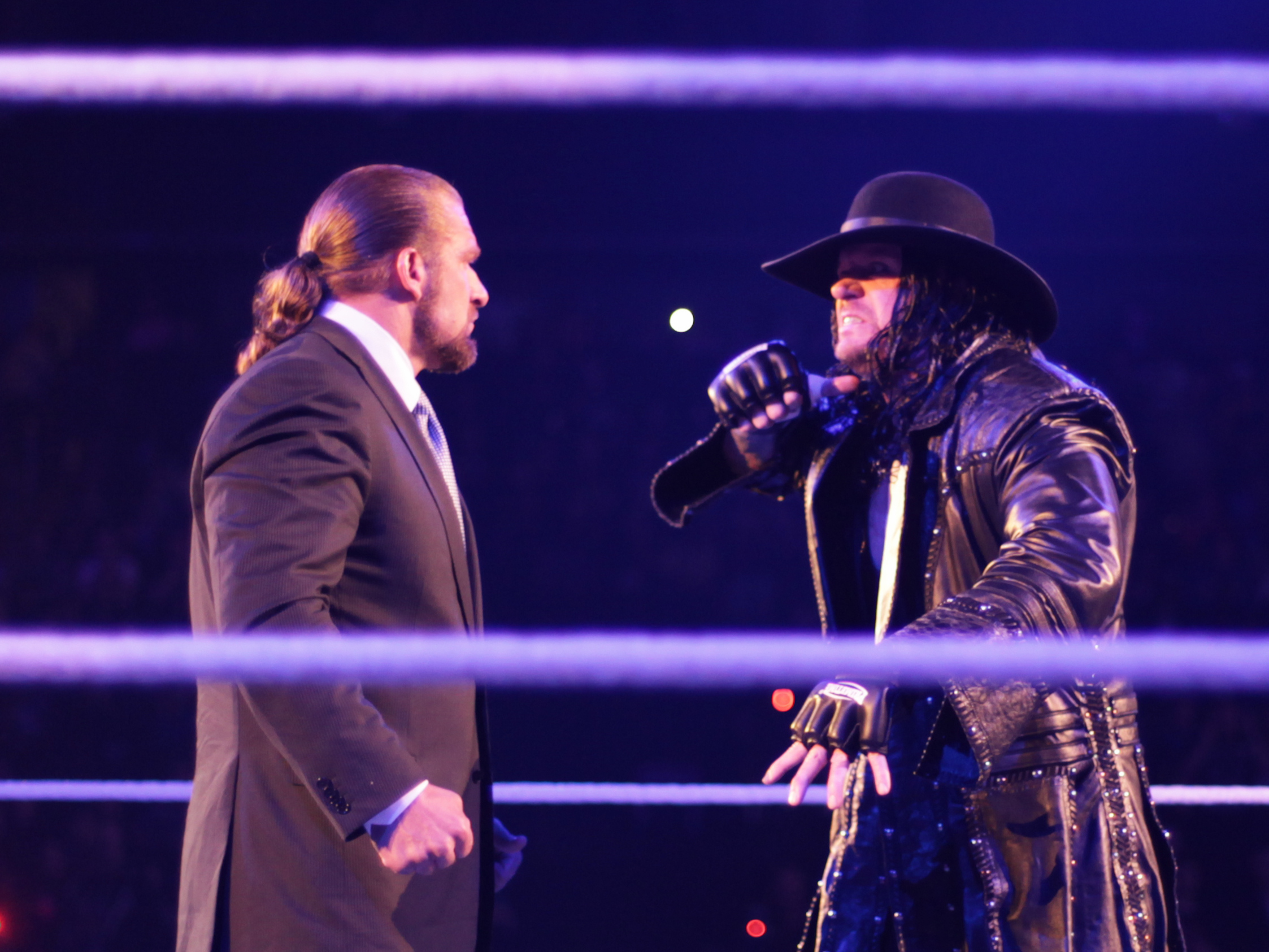
The Undertaker confrotando Triple H.

Antes de anunciar sua decisão, Triple H foi interrompido por um retornante Undertaker. Na semana seguinte, Triple H negou uma luta contra Undertaker no WrestleMania XXVIII. Semanas depois, Triple H aceitou enfrentar Undertaker no WrestleMania, pela terceira vez em sua carreira, em uma Hell in a Cell com Shawn Michaels como árbitro. No WrestleMania, Triple H foi derrotado.
Ele voltou ao Raw em 30 de abril, tirando de Brock Lesnar as regalias a ele concedidas por Laurinaitis, sendo assim, atacado por Lesnar, que lhe aplicou uma kimura. O ataque, na história, quebrou o braço de Triple H, abandonando seu contrato na semana seguinte. Triple H retornou ao Raw duas semanas depois, em 14 de maio, sendo confrontado pelo representante legal de Lesnar, Paul Heyman, que anunciou que Brock o estava processando por quebra de contrato. Durante o segmento, Triple H segurou violentamente o rosto de Heyman, que anunciou que também processaria Triple H, por agressão. No No Way Out, Triple H retornou para desafiar Lesnar para uma luta no SummerSlam. No Raw do dia seguinte, Triple H confrontou Heyman, que negou o desafio de Triple H. Ele, então, nocauteou Heyman. Foi anunciado que Lesnar responderia pessoalmente o desafio de Triple H em 23 de julho, no milésimo episódio do Raw. Durante o episódio, a esposa de Triple H, Stephanie McMahon, começou uma briga com Heyman, fazendo-o aceitar a luta no nome de Lesnar, que atacou Triple H, mas acabou subjugado. No SummerSlam, Triple H foi derrotado por Lesnar. Durante o Raw de 25 de fevereiro de 2013, Triple H atacou e fez sangrar Lesnar para salvar Vince McMahon de um ataque. Na semana seguinte, Triple H desafiou Lesnar para uma revanche no WrestleMania 29, que Lesnar aceitou contanto que ele escolhesse a estipulação. Na semana seguinte, depois de Triple H assinar o contrato e atacar Heyman, a estipulação foi revelada ser uma luta No Holds Barred com a carreira de Triple H em jogo. No WrestleMania, ele derrotou ao aplicar um Pedigree nos degraus de aço. Em uma revanche no Extreme Rules em uma jaula de aço, Triple H foi derrotado. Na noite seguinte, Triple H sofreu uma concussão em uma luta contra Curtis Axel (na história). Nas semanas seguintes, ele começou uma disputa com sua esposa Stephanie e com seu sogro Vince McMahon, que não queriam que ele lutasse.

#### The Authority (2013–2016)

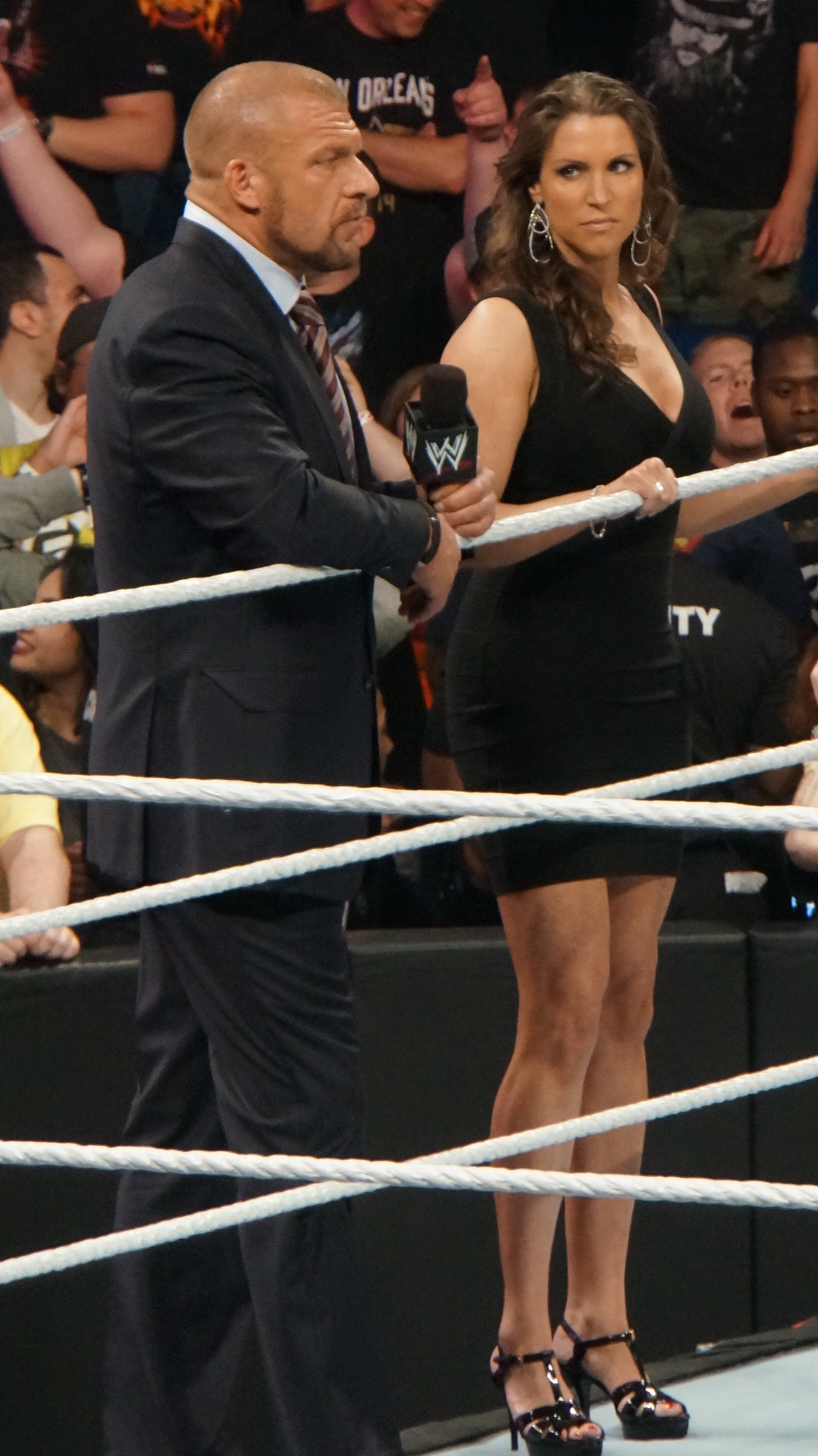
Triple H e Stephanie McMahon como parte da The Authority.

Triple H foi o árbitro da luta entre John Cena e Daniel Bryan pelo Campeonato da WWE no SummerSlam, dando a vitória a Bryan. Após o fim do combate, Triple H aplicou um Pedigree em Bryan, permitindo que Randy Orton usasse seu contrato Money in the Bank para derrotar Bryan e conquistar o título. Ele solidificou seu status como vilão ao continuar a apoiar Orton como campeão contra Bryan, dizendo que o primeiro seria o representante ideal da companhia, diferente de Bryan. Além disso, Triple H passou a utilizar os membros da Shield (Dean Ambrose, Roman Reigns e Seth Rollins) como seguranças particulares. Nos meses seguintes, Triple H e Stephanie McMahon vitimizaram lutadores que se opuseram a eles, como Bryan e Big Show.
Nas próximas semanas, ele marcou lutas de desvantagem contra quaisquer lutadores que questionavam suas decisões, tais como Dolph Ziggler, no qual ele mesmo acabou se demitindo, como Cody Rhodes em retaliação a insolência deste último. Na edição de 7 de outubro de Raw, após demitir Big Show, este atacou Triple H, sendo levado para fora da arena por funcionários. No Raw dos Slammy Awards, Triple H atacou Orton depois que Bryan o empurrou em Stephanie McMahon.
No WrestleMania XXX, Triple H perdeu para Bryan, assim concedendo a ele uma chance pelo WWE World Championship contra Batista e o campeão Randy Orton. Triple H agrediu Bryan após a luta entre ambos, e mais tarde tentou impedir Bryan de ganhar o título, chamando Scott Armstrong, um árbitro alinhado a Authority, mas não conseguiu evitar que Bryan vencesse. A fim de acabar com o reinado dele, Triple H reformou a Evolution com Orton e Batista em no SmackDown 18 de abril, mas Bryan permaneceu campeão devido a The Shield os trair. No Extreme Rules, a Evolution perdeu para a The Shield, e novamente no Payback em uma luta No Holds Barred de eliminação. No Raw de 2 de junho, Batista deixou o grupo após Triple H se recusar a conceder-lhe uma chance pelo WWE World Heavyweight Championship. Triple H, então, recorreu ao "Plano B", no qual Seth Rollins traiu a The Shield e se juntou a Authority.
No Raw de 27 de outubro, Triple H ofereceu a John Cena uma chance de unir forças com a Authority, que Cena recusou. Isso levou a Triple H marcar uma luta Survivor Series 5-contra-5 de eliminação no Survivor Series, com uma equipe que representando a Authority diante de uma equipe capitaneada por Cena. No Raw de 3 de novembro, Vince McMahon anunciou que se a Authority perdesse esse combate, eles seriam removidos do poder. No SmackDown de 21 de novembro, Triple H anunciou que se a equipe de Cena perdesse, todos do seu time, exceto o próprio Cena, seriam demitidos. No Survivor Series, Big Show traiu Cena e se juntou a Authority, mas Sting fez sua estreia na WWE, atacando Scott Armstrong e Triple H, e ajudou Dolph Ziggler a eliminar Rollins para dar a vitória a equipe de Cena, tirando a Authority do poder.

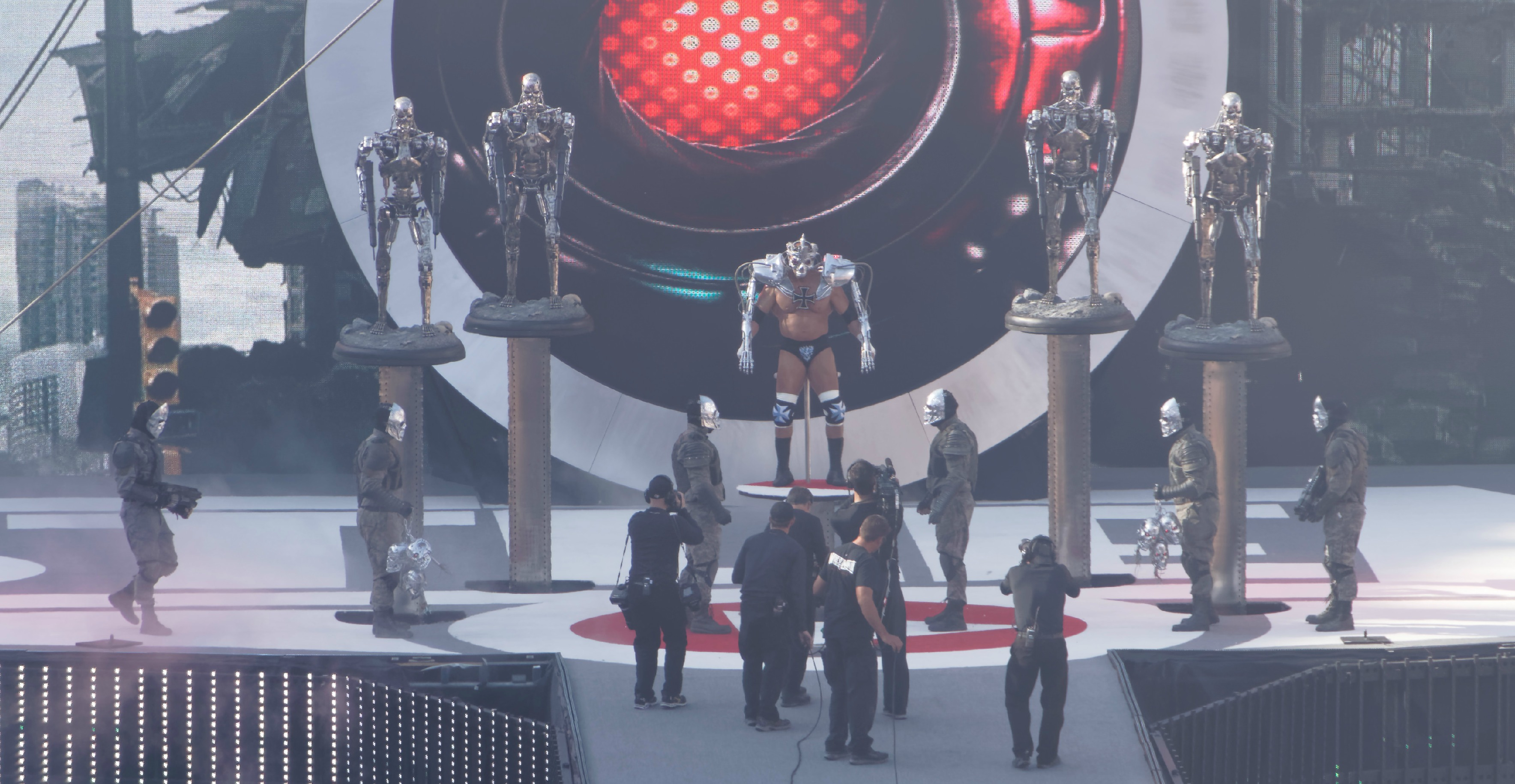
Triple H fazendo sua entrada inspirada em Terminator: Genisys no WrestleMania 31.

Depois de estar fora do poder por um mês, Rollins persuadiu Cena a restabelecer a Authority no Raw de 29 de dezembro, ao ameaçar Edge. No Raw de 19 de janeiro de 2015, Cena iria derrotar Rollins, Kane e Big Show em uma luta 3-contra-1 quando Sting os distraiu, permitindo Cena ganhar o combate e os empregos de Ziggler, Ryback e Erick Rowan, que havia sido demitido duas semanas antes por Triple H e Stephanie. Em 26 de janeiro, foi anunciado oficialmente através do WWE.com que Triple H desafiou Sting para um confronto "face-to-face" no Fastlane, que Sting aceitou; no confronto, Sting desafiou Triple H para um combate no Wrestlemania 31, que Triple H aceitou. No WrestleMania, Triple H derrotou Sting com interferências da D-Generation X e New World Order, mas apertou a mão de Sting depois da luta. Depois do combate, ele e Stephanie McMahon foram posteriormente confrontados por The Rock e Ronda Rousey durante uma promo sobre o público recorde no evento.
Ao longo de 2015, Triple H manteve seu papel como o líder da Authority, estando envolvido na mediação de problemas entre Seth Rollins e Kane. Durante o verão, Triple H começou a testar Rollins ao coloca-lo para defender o WWE World Heavyweight Championship contra Brock Lesnar, John Cena e Sting. Entretanto, depois de Rollins sofrer uma lesão grave no joelho em um evento ao vivo, o título mundial da WWE foi desocupado e foi anunciado que haveria um torneio para determinar um novo campeão no Survivor Series.
No Raw de 9 de novembro, Triple H ofereceu a Reigns uma vantagem para ir para as finais do torneio se ele se juntasse a Authority, mas Reigns recusou. No Survivor Series, Reigns derrotou Dean Ambrose na final do torneio para se tornar no campeão mundial da WWE. Triple H saiu e tentou felicitar Reigns, mas em vez disso foi atacou com um Spear por ele. Isto permitiu a Sheamus descontar seu contrato do Money in the Bank e rapidamente derrotar Reigns para ganhar o campeonato, resultando em Sheamus se juntar a Authority. Na noite seguinte no Raw, o grupo fez a revanche entre Reigns e Sheamus pelo título, com a estipulação de que Dean Ambrose e os The Usos perderiam suas chances ao Intercontinental Championship e pelo WWE Tag Team Championship, respectivamente, caso Reigns não conseguisse vencer a luta em menos de 5 minutos e 15 segundos (que era o tempo do reinado Reigns no Survivor Series). Reigns venceu por desqualificação, permitindo a Ambrose e os Usos manterem suas posições.

#### Feuds com Roman Reigns, Seth Rollins, Kurt Angle e Batista (2016–2019)
No TLC: Tables, Ladders & Chairs, Sheamus reteve o WWE World Heavyweight Championship contra Reigns em uma luta homônima devido à interferência da League of Nations. Após o combate, Reigns atacou violentamente Sheamus, bem como Triple H, que tinha vindo para acalmar Reigns. Devido a lesão (na história) causada por ele, Triple H teve um hiato na televisão.
Triple H voltou no Royal Rumble para a luta de mesmo nome, onde o WWE World Heavyweight Championship de Reigns estava sendo defendido. Ele entrou em 30º e venceu ao eliminar Reigns e depois Dean Ambrose. Esta foi a sua segunda vitória de Royal Rumble e seu décimo quarto título mundial.
No Fastlane, Roman Reigns derrotou Dean Ambrose e Brock Lesnar para se tornar no desafiante ao WWE World Championship no WrestleMania 32. No Raw da noite seguinte, Triple H atacou Reigns durante sua luta contra Sheamus, quebrando o seu nariz (na história).
Na edição de 29 de fevereiro do Raw, Dean Ambrose viria a desafiar Triple H para um combate pelo título da WWE. Durante o evento principal daquela noite, Triple H atacou Dean Ambrose e aceitou o seu desafio. O confronto aconteceu em 12 de março no Roadblock, onde Triple H saiu vitorioso.
Triple H anunciou sua aposentadoria em 25 de março de 2022, no programa de televisão First Take após seu evento cardíaco anterior

## Papel nos bastidores
Em 2010, o papel de Levesque como Conselheiro Executivo Sênior foi oficialmente formalizado, com ele ganhando um escritório na sede da WWE, em Stamford, Connecticut. Levesque foi nomeado Vice-Presidente Executivo de Talento em 2011. Nesse cargo, ele fiscaliza o elenco de lutadores das divisões principais e do território de desenvolvimento, além de treinamento e recrutamento. Em adição, ele trabalhou como diretor e produtor de criação da WWE. O papel de Levesque dentro da empresa tem estado sob muita crítica desde 2003, com muitos fãs e alguns lutadores o vendo como uma maneira de mantê-lo no topo e dar-lhe mais tempo de televisão. Levesque falou contra essa crítica e negou tudo. Além disso, Levesque foi creditado por perder em lutas de alto que ajudaram a elevar as carreiras dos lutadores mais jovens, incluindo John Cena, Randy Orton, Batista, Jeff Hardy, Brock Lesnar, e Daniel Bryan.
Como o fundador do NXT desde a sua criação em 2012, Levesque tem sido amplamente elogiado por ajudar a cultivar a marca, recrutando novos talentos, e ajudando orientar a marca para vários níveis de sucesso, incluindo shows com ingressos esgotados, aumento o respeito pelas lutas femininas, e expansão internacional.
Em 2013, seu título foi elevado a vice-presidente de talentos, eventos ao vivo e criativo onde ele também trabalha com a direção criativa da  WWE em histórias da programação da WWE.
Em 2020, Levesque foi nomeado Vice-Presidente Executivo de Estratégia e Desenvolvimento de Talentos Globais da WWE. Nessa função, ele supervisionou o departamento de Desenvolvimento de Talentos da empresa e atuou como consultor sênior do CEO para estratégia de talentos. Ele também foi produtor executivo da marca NXT, embora não tenha se envolvido com a reformulação "NXT 2.0" da marca de setembro de 2021 em diante.
Em 22 de julho de 2022, a WWE promoveu Levesque a Vice-Presidente Executivo de Relações com Talentos. Três dias depois, após a aposentadoria de seu sogro e CEO da WWE, Vince McMahon, ele foi nomeado Chefe de Criação da WWE. Em 2 de setembro, ele foi nomeado Diretor de Conteúdo. Essa função envolve supervisionar os departamentos de redação criativa, relações com talentos, eventos ao vivo, desenvolvimento de talentos e serviços criativos da empresa.
Em 15 de outubro de 2023, foi anunciado que o CEO da Endeavor, Ari Emanuel, havia removido Vince McMahon do poder criativo da WWE e encarregado Levesque de liderar "99,9% da criatividade" daqui pra frente.

## Vida pessoal
Em 2000, Levesque começou a namorar Stephanie McMahon, eles se casaram em 25 de outubro de 2003. Anteriormente, ele se relacionou com a ex-lutadora Chyna. Ele e McMahon tiveram três filhas. EM 8 de janeiro de 2006, WWE anunciou que McMahon e Levesque estavam esperando sua primeira filha. Stephanie McMahon continuou a trabalhar na WWE durante a gravidez, dando a luz a um bebê de 8 lb, 7 oz (3.8 kg), Aurora Rose Levesque, em 24 de julho de 2006. Os dois tiveram sua segunda filha, Murphy Claire Levesque, em 28 de julho de 2008. A terceira filha, Vaughn Evelyn Levesque, nasceu em 24 de agosto de 2010. Ele tem uma irmã chamada Lynn.
No fim de 2004, Levesque publicou um livro intitulado Making the Game: Triple H's Approach to a Better Body. A maior parte da obre é devotada à dicas sobre musculação, mas também inclui memórias e opiniões.
Levesque é um fã da banda Motörhead (que já se disponibilizou três diferentes temas de entrada para Triple H ao longo de sua carreira), e teve uma boa amizade com o vocalista Lemmy. Para homenagear tanto Lemmy e a banda, Triple H usava uma barba inspirada em Lemmy durante grande parte de sua carreira. Depois da morte de Lemmy em 28 de dezembro de 2015, Triple H compareceu ao seu funeral em 9 de janeiro de 2016, onde ele falou sobre a amizade que eles tinham ao longo dos anos.
Durante uma entrevista para a ITV London em dezembro de 2015, Levesque disse que ele é um torcedor do time de futebol inglês West Ham United FC.

## Filmografia
| Ano  | Título                           | Papel                       | Notas         |
| ---- | -------------------------------- | --------------------------- | ------------- |
| 1998 | Pacific Blue                     | Triple H                    |               |
| 1998 | The Drew Carey Show              | The Disciplinarian          |               |
| 2001 | MADtv                            | Ele mesmo                   |               |
| 2004 | Blade: Trinity                   | Jarko Grimwood              |               |
| 2005 | The Bernie Mac Show              | Triple H                    |               |
| 2006 | Relative Strangers               | Lutador                     | Não creditado |
| 2011 | The Chaperone                    | Raymond "Ray Ray" Bradstone |               |
| 2011 | Inside Out                       | Arlo "A.J." Jayne           |               |
| 2014 | Scooby-Doo! WrestleMania Mystery | Ele mesmo                   | Voz           |
| 2014 | WWE Power Series                 | Ele mesmo                   | Vídeo fitness |

## No wrestling
- Movimentos de finalização
  - Inverted Indian deathlock – WCW;[189] usado como movimento regular na WWE[1]
  - Pedigree[4] (Double underhook facebuster) - 1995
- Movimentos secundários
  - Abdominal stretch[1]
  - Blatant choke[1]
  - Vertical Suplex Chop block[190]
  - Facebreaker knee smash,[1][191] normalmente seguido por um back body drop counter
  - Figure four leglock[1]
  - Flowing DDT[1]
  - High knee[1]
  - Jumping knee drop[1]
  - Socos montados[1]
  - Running clothesline[1]
  - Running neckbreaker[1]
  - Sleeper hold[1]
  - Spinning spinebuster[1]
- Managers
  - Chyna
  - Ric Flair
  - Rick Rude
  - Mr. Hughes
  - Mr. Perfect
  - Stephanie McMahon–Helmsley
  - Vince McMahon
  - Shawn Michaels
  - Lord Steven Regal
  - Sable
  - Hornswoggle[192]
- Alcunhas
  - The Connecticut Blueblood[193]
  - The Cerebral Assassin ("O Assassino Cerebral")[70]
  - The Game ("O Jogo")[6]
  - The King of Kings ("O Rei dos Reis")[70]
- Temas de entrada
  - World Wrestling Federation / Entertainment
    - "Blue Blood" por Jim Johnston (28 de abril de 1995 – 15 de dezembro de 1996)
    - "Sinfonia n.º 9 (Quarto movimento)" por Ludwig van Beethoven (15 de dezembro de 1996 – 10 de novembro de 1997)
    - "Break It Down" por The DX Band (17 de novembro de 1997 – 5 de abril de 1999)
    - "Corporate Player" por Jim Johnston (25 de abril de 1999 – 10 de maio de 1999)
    - "Higher Brain Pattern" por Jim Johnston (16 de maio de 1999 – 21 de junho de 1999)
    - "My Time" por The DX Band (27 de junho de 1999 – 10 de dezembro de 2000)
    - "The Game" por Motörhead (8 de janeiro de 2001 – presente)
    - "The Game" por Drowning Pool (usado em promos; março de 2002 – março de 2011)
    - "King of Kings" por Motörhead (usado para promos e em prelúdio do "The Game", com vilão a partir de 2013; 2 de abril de 2006 – presente)
    - "For Whom the Bell Tolls" por Metallica (WrestleMania XXVII, prelúdio do "The Game")

## Títulos e prêmios
- International Sports Hall of Fame
  - Classe de 2015[194]

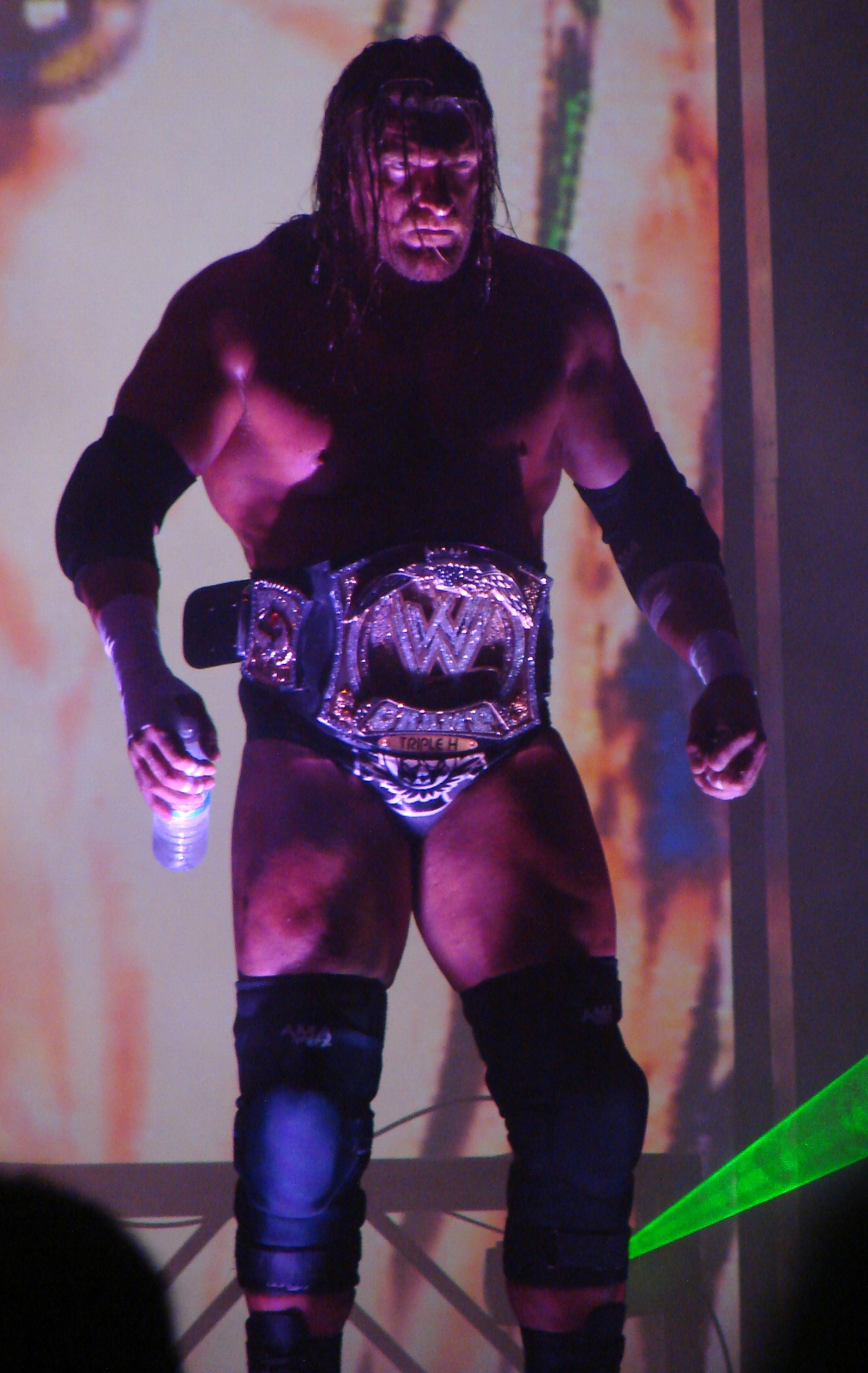
Triple H como Campeão da WWE no No Mercy de 2007

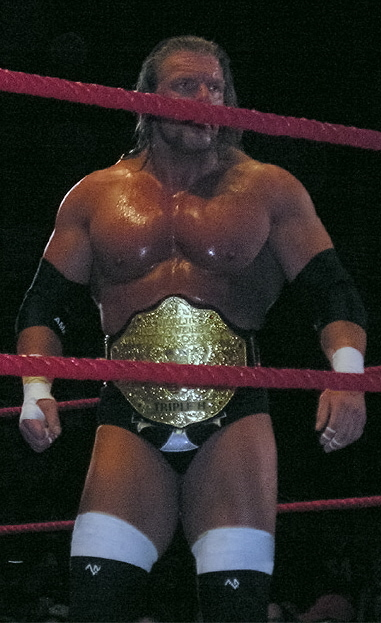
Triple H como campeão mundial dos pesos-pesados.

- International Wrestling Federation
  - IWF Heavyweight Championship (1 vez)[5]
- Pro Wrestling Illustrated
  - Rivalidade do Ano (2000)[195]vs. Kurt Angle
  - Rivalidade do Ano (2004)[195] vs. Chris Benoit
  - Rivalidade do Ano (2009) vs. Randy Orton
  - Rivalidade do Ano (2014)vs. Daniel Bryan[196] Como parte da The Authority
  - Luta do Ano (2004)[197] vs. Shawn Michaels e Chris Benoit no WrestleMania XX
  - Luta do ano (2012) vs. The Undertaker em uma luta Hell in a Cell no WrestleMania XXVIII
  - Lutador Mais Odiado do Ano (2003–2005)[198]
  - Lutador Mais Odiado do Ano (2013)[199] Como membro da The Authority
  - Lutador Mais Odiado do Ano (2014)[200] Com Stephanie McMahon
  - Lutador Mais Odiado da Década (2000–2009)
  - Lutador do Ano (2008)
  - Lutador da Década (2000–2009)
  - PWI o colocou na 1º posição dos 500 melhores lutadores individuais em 2000[201] e 2009[202]
  - PWI o colocou na 139º posição dos 500 melhores lutadores individuais da história em 2003[203]
- World Wrestling Federation/Entertainment/WWE
  - WWF/E (World Heavyweight) Championship (9 vezes)1[204]
  - World Heavyweight Championship (5 vezes)[205]
  - WWF/E World Tag Team Championship (2 vezes) – com Steve Austin (1) e Shawn Michaels (1)[206][207]
  - WWE Tag Team Championship (1 vez) – com Shawn Michaels[208]
  - WWF/E Intercontinental Championship (5 vezes)[209]
  - WWF European Championship (2 vezes)[210]
  - King of the Ring (1997)[4]
  - Royal Rumble (2002, 2016)[211]
  - Segundo Campeão do Grand Slam
  - Sétimo Campeão da Tríplice Coroa
  - Slammy Award por "Melhor Cabelo" (1997)
  - Slammy Award por "Momento "OMG" do Ano" (2011) Aplicar um Tombstone Piledriver em The Undertaker no WrestleMania XXVII
  - Slammy Award por Luta do Ano (2012) vs. The Undertaker em uma Hell in a Cell no WrestleMania XXVIII
  - WWE Hall of Fame 2019 (como membro do D-Generation X) e 2025
- Wrestling Observer Newsletter
  - Melhor Booker (2015) com Ryan Ward[212]
  - Rivalidade do Ano (2000) vs. Mick Foley
  - Rivalidade do Ano (2004) vs. Shawn Michaels e Chris Benoit
  - Rivalidade do Ano (2005) vs. Batista
  - Lutador do Ano (2000)[195]
  - Tática promocional mais repugnante (2002) Acusar Kane de assassinato e necrofilia (Katie Vick)
  - Mais Superestimado (2002–2004, 2009)
  - Lutador Menos Favorito dos Leitores (2002, 2003)
  - Pior rivalidade do ano (2002) vs. Kane[213]
  - Pior rivalidade do ano (2006) com Shawn Michaels vs. Vince McMahon e Shane McMahon[213]
  - Pior rivalidade do ano (2011) vs. Kevin Nash[214]
  - Pior luta do ano (2003) vs. Scott Steiner no Royal Rumble[213]
  - Pior luta do ano (2008) vs. Edge e Vladimir Kozlov no Survivor Series[213]
  - Hall da Fama da Wrestling Observer Newsletter (Classe de 2005)

1 ↑  O quinto reinado de Triple H foi como Campeão Undisputed.

### Luchas de Apuestas
| Aposta | Vencedor | Perdedor    | Local                 | Data                    | Notas                                                      |
| ------ | -------- | ----------- | --------------------- | ----------------------- | ---------------------------------------------------------- |
| Título | Triple H | Cactus Jack | Hartford, Connecticut | 27 de fevereiro de 2000 | Título de Triple H vs. carreira de Jack no WWE No Way Out. |
| Título | Triple H | Kane        | San Antonio, Texas    | 23 de junho de 2003     | Título de Triple H vs. máscara de Kane no Raw.             |